# تیجان تیام
تیجان تیام (به انگلیسی: Tidjane Thiam) (زاده ۲۹ ژوئیه ۱۹۶۲) کارآفرین، بازرگان و مدیر ارشد اجرایی فرانسوی اهل ساحل عاج است، که اکنون به‌عنوان مدیر عامل اجرایی شرکت پرودنشال پی‌ال‌سی فعالیت می‌کند.